# Budynek gospodarczy
Budynek gospodarczy – budynek przeznaczony do niezawodowego wykonywania prac warsztatowych oraz do przechowywania materiałów, narzędzi, sprzętu i płodów rolnych służących mieszkańcom budynku mieszkalnego, budynku zamieszkania zbiorowego, budynku rekreacji indywidualnej, a także ich otoczenia, a w zabudowie zagrodowej przeznaczony również do przechowywania środków produkcji rolnej i sprzętu oraz płodów rolnych.